# Giudice speciale
Il giudice speciale è quell'istituito in via temporanea o eccezionale o comunque con competenze limitate ad alcune materie.

## Tipologie
Il ricorso alla designazione di un giudice speciale chiamato a risolvere singole controversie "è una pratica particolarmente frequente nella tradizione giuridica medioevale sia a livello internazionale, dove papi e imperatori ambivano al ruolo di judex mundi, sia a livello feudale e comunale dove il «compromesso», arbitrato da un terzo indipendente, diventava indispensabile per pacificare dispute difficilmente riconducibili
a sfere giurisdizionali specifiche". Vieppiù l'utilizzo di tribunali speciali si riscontra in molte forme di autocrazia o di totalitarismo affermatesi nella storia, rispondendo a criteri di mera giustizia politica.
Le regole dello stato di diritto non sono però incompatibili con la presenza di un giudice speciale, sia pur entro limiti strettissimi: occorre in primo luogo assicurare il rispetto del principio del giudice naturale e tutta la congerie delle guarentigie che tutelano l'indipendenza e l'imparzialità di giudizio dell'organo giudicante. In tal guisa, il giudice speciale finisce per appartenere alla giurisdizione, in quanto previsto dalla legge in via preventiva rispetto alla causa su cui è chiamato ad esprimere la decisione. 
Anche nei casi del regime di eccezione o delle immunità a tutela delle funzioni costituzionali di vertice, può essere rispettato lo Stato di diritto: ci sono quindi forme di espressione di giustizia militare o di giustizia politica anche all'interno di uno Stato democratico.

## In Italia

### Nel diritto amministrativo
In Italia, "la giurisdizione speciale si distingue dalla giurisdizione ordinaria in diversi aspetti pratici, il più importante dei quali, secondo Ugo Rocco, è determinato dagli effetti prodotti dalla pronuncia del giudice di giurisdizione speciale, rispetto alla pronuncia del giudice di giurisdizione ordinaria".
L'evoluzione della giurisdizione amministrativa, secondo la più recente dottrina, avrebbe addirittura emancipato il TAR ed il Consiglio di Stato dalla natura di giudice speciale: "per quanto riguarda le situazioni soggettive tutelate e le giurisdizioni, i contenuti delle diverse tutele (diritti soggettivi e interessi legittimi) tendono a equivalersi, e la giustizia tende a essere amministrata allo stesso modo, e cioè con uguali chances di azioni e corrispondenti pronunzie, dal giudice ordinario e da quello amministrativo. Il giudice amministrativo non è più un giudice speciale, ma un giudice specializzato in ragione della affinità o della prossimità di conoscenze e di linguaggio con l’amministrazione pubblica".
In ogni caso, funzioni giurisdizionali, con competenza speciale (per specifiche materie amministrative), sono anche attribuite alla Corte dei conti, ai tribunali militari, alla Corte militare di appello e, come sezioni specializzate del giudice ordinario, ai Tribunali Regionali delle acque pubbliche e al Tribunale Superiore delle acque pubbliche. Con la legge 31 agosto 2022, n. 130, poi, le Corti di Giustizia tributaria hanno sostituito le commissioni tributarie provinciali e regionali.

### Nel diritto costituzionale
La sopravvivenza, in uno Stato costituzionale, di forme di giustizia politica può aversi soltanto se gli organi di tutela giurisdizionale così istituiti non si comportano come "organi politici in balia delle contingenti maggioranze", perché altrimenti non sarebbero organi di giustizia imparziali ma “tribunali speciali” tipici di una cultura illiberale.

Nell'ordinamento giuridico italiano, si verificano spazi di esercizio di funzioni giurisdizionali da parte di organi non appartenenti alla magistratura; quando questi organi sono composti, in tutto o in parte, da soggetti eletti dal popolo nell'ambito della competizione politica, si utilizza il termine di giustizia politica, sia pure in un'accezione meno ampia di quella utilizzata in filosofia politica.
Nel diritto penale i giudizi a carico del Capo dello Stato e dei componenti del Governo per reati commessi nell'esercizio delle loro funzioni sono assoggettati a una speciale giurisdizione della Corte costituzionale, ma non nella sua ordinaria composizione di quindici giudici, bensì in quella integrata da sedici cittadini (giudici popolari, in un certo senso, perché non scelti necessariamente fra giuristi) sorteggiati, in occasione del processo, in un elenco di quarantacinque cittadini ultraquarantenni scelti, ogni nove anni, dal Parlamento in seduta comune dei suoi membri.
Solo una volta nella sua storia la Corte è stata chiamata (nella composizione integrata di 31 membri) a rendere un giudizio di questo tipo, in un processo per corruzione: il caso Lockheed, conclusosi nel 1979, nel quale erano imputati due ex ministri (uno fu prosciolto, l'altro condannato). A seguito di tale esperienza, che bloccò per lungo tempo le altre attività della Corte, ci si persuase che fosse meglio ridurre questa speciale competenza penale della Corte al solo caso dei reati del Presidente della repubblica; per i ministri, con la revisione costituzionale approvata dopo un referendum si è trasferita la competenza alla giurisdizione penale comune, sia pure con procedure particolari (legge costituzionale n. 1 del 1989).
Pertanto, il compito, inconsueto e singolare, che suole definirsi proprio di giustizia politica, assolto dalla Corte costituzionale, al giorno d'oggi si limita al caso in cui viene investita del giudizio sui reati di alto tradimento e attentato alla Costituzione del solo Presidente della repubblica.
Nella giurisdizione civile il più rimarchevole è il giudizio elettorale sui titoli di ammissione e di permanenza nella carica dei parlamentari, previsto dall'articolo 66 della Costituzione italiana nell'ambito della verifica dei poteri da parte dell'organo stesso che viene eletto, nei confronti dei propri componenti (funzione solitamente compresa nel più ampio concetto di "autodichia", ovvero, giurisdizione domestica).
(Cassazione – Sezioni unite civili – sentenza 8 aprile 2008, n. 9151)
L'istituto della giustizia politica, "pur avendo con l'autodichia in senso stretto la riserva rispetto alla giurisdizione comune, se ne differenzia per un tratto essenziale: esso è direttamente previsto a livello costituzionale dall'art. 66, come ambito proprio dell'autonomia dell'organo. Rappresenta, quindi, una di quelle eccezioni espresse alla operatività della regola generale di tutela giurisdizionale delle situazioni giuridiche, che ben potrebbero essere previste dalla Carta costituzionale. L'autodichia in senso proprio, invece, non ha alcun fondamento costituzionale diretto e, inoltre, implicherebbe un'estensione della riserva ben al di là delle funzioni primarie assegnate a livello costituzionale (anche implicitamente) all'organo, con conseguente violazione dei diritti delle persone (fisiche, ma anche giuridiche) che subiscono gli effetti delle decisioni dell'organo".